# Parallorhogas pallidiceps
Parallorhogas pallidiceps är en stekelart som först beskrevs av Perkins 1910.  Parallorhogas pallidiceps ingår i släktet Parallorhogas och familjen bracksteklar. Inga underarter finns listade i Catalogue of Life.